# Boy Commandos
Boy Commandos és una organització fictícia de DC Comics que va aparèixer per primera vegada a Detective Comics # 64 (data de portada juny de 1942) de Joe Simon i Jack Kirby. Una combinació de personatges de "colla infantil", un repartiment internacional de nois joves que lluiten contra els nazis, o en el seu propi llenguatge, "els Ratzies".

## Creació
Simon i Kirby van ser contractats per DC procedents de Timely Comics (actualment Marvel Comics) cap a finals de 1941, principalment a causa del seu èxit a Captain America, però sense que hi hagués un propòsit clar de la decisió, ni el títol on treballar. Jack Liebowitz es va trobar inicialment embolicat en la demanda per Captain Marvel per donar-los la possibilitat de crear o renovar herois DC. Inicialment, el duo va crear noves versions de The Sandman i Manhunter (ambdós tenien una gran semblança amb el seu treball de Captain America), abans de decidir que "les colles infantils semblaven ser el camí a seguir". De la tradició de secundaris adolescents (com Robin de Batman, Bucky de Capità Amèrica, etc.) es va passar a convertir-los ràpidament en principals, destinats a proporcionar personatges joves amb els que els lectors juvenils es poguessin identificar. Els propis Sentinels of Liberty de Simon & Kirby (més endavant els Young Allies) ja havien tingut èxit en aquest motlle i van influir en les creacions posteriors.
Després d'haver creat els "Sentinels of Liberty" per a Timely, van crear per a DC la Newsboy Legion. Tot i que Amèrica encara no havia entrat a la guerra, els titulars i les notícies van posar en relleu el paper dels comandos britànics, de manera que Simon i Kirby van fusionar la colla infantil amb el comandos i van crear The Boy Commandos.
Debutant a les pàgines de Detective Comics # 64 (la portada del número 65 mostra a Batman presentant la colla, però apareixien per primera vegada al número anterior) amb data de portada de juny de 1942, l'equip es va fer extremadament popular, apareixent també a World's Finest Comics (núm. 8-41, 1942-1949) i ben aviat van partir cap al seu propi títol, llançant-se amb una data de portada d'hivern de 1942. El títol venia "més d'un milió de còpies cada mes", i va ser un dels "tres grans èxits" de DC al costat de Superman i Batman. Kirby va dibuixar al voltant de cinc pàgines al dia del títol, però Liebowitz va demanar un ritme encara més ràpid, tement (com va passar) que els dos fossin allistats, com molts altres professionals de la indústria. Simon & Kirby van contractar "entintadors, [rotuladors], coloristes i escriptors que s'esforçaven en crear històries per tot un any" (Boy Commandos també va ser un títol trimestral fins a l'hivern de 1945). Entre els contractats hi havia un jove Gil Kane, que recorda ser "contractat per fer tantes històries de Boy Commandos, Newsboy Legion i Sandman com poguessin ... em van donar guions i farien les splashes i la farien entintar".
Boy Commandos va funcionar fins al número 36 (nov / desembre de 1949), i va ser editat per Jack Schiff. Entre els individus que van ajudar a Simon i Kirby al títol (i les seves portades) es trobaven les futures llegendes de Superman Curt Swan, així com Steve Brodie, Louis Cazeneuve i Carmine Infantino.

## Biografia de l'equip de ficció
Els protagonistes del títol eren André Chavard de la França Lliure; Alfie Twidgett d'Anglaterra, Jan Haasan dels Països Baixos i "Brooklyn" dels Estats Units d'Amèrica. Una quadrilla d'elit de nens orfes, dirigits pel capità adult Rip Carter, van lluitar a tots els fronts de la Segona Guerra Mundial.
El setembre del 1944, la Newsboy Legion van formar equip amb els Boy Commandos per detenir els traïdors armats i blindats amb seu a la ciutat de Nova York.
Les aventures de l'equip van continuar molt després de la guerra, tot i que hi va haver molts canvis en el grup. Jan va marxar el primer, després d'haver-hi trobat parents a la seva terra natal. Alfie fou substituït per un texà anomenat Tex. Percy Clearweather, un geni que portava ulleres, va substituir André.
Anys després es va revelar que Brooklyn era Dan Turpin, que André Chavard s'havia convertit en el cap del Départament gamma de la intel·ligència francesa i que Alfie Twidgett es va convertir en cap de la firma Statistical Occurrences Ltd. (SOL), amb la seva filla Twiggie.
Els quatre membres originals, menys Brooklyn, van reaparèixer tard durant l'etapa de Len Wein a Blue Beetle, que va reintroduir Alfie com a fundador i president d' Statistical Occurrences Ltd., una companyia d'assegurances especialitzada en propietats que poden atraure les activitats dels superhumans. Utilitzant la seva filla "Twiggie" com a mediadora, Alfie contracta Murray Takamoto, un ex administrador de STAR Labs (i company d'habitació a la universitat de Ted Kord) que havia treballat en un programa de satèl·lits "Star Wars", que SOL havia rebut un contracte relatiu al seu protecció. Unint-se a Alfie en aquest projecte es trobaran els seus antics companys d'equip Andre, ara cap del departament de ficció Gamma del servei secret francès, Jan, ara professor que treballa per al Centre d'Estudis Estratègics de l'Haia i el seu anterior mentor "Rip" Carter, ara general. Se suposava que finalment entrarien en conflicte, juntament amb el Blue Beetle, amb l'industrial europeu corrupte Klaus Cornelius, que ja havia utilitzat la seva influència per dissoldre l'agència de superherois líder d'Europa, els Global Guardians, i estava treballant per ressuscitar l'antic enemic dels commandos Agent Axis. No obstant, la sèrie va acabar abans que la història pogués tenir els seus fruits i no hi ha hagut novetats des d'aleshores, tot i que Cornelius va realitzar un breu cameo durant la minisèrie de Power Comany de Kurt Busiek.
Van aparèixer a la recent encarnació de The Brave and the Bold (núm. 9, febrer de 2008), en què es van unir amb uns altres companys herois de la Segona Guerra Mundial, els Blackhawks.

## Col·lecció
DC va publicar la primera de les dues col·leccions de hardback del treball de Simon i Kirby de la sèrie: 
- The Boy Commandos Vol. 1, 2010, ISBN (reimprimeix Detective Comics # 64-73, World's Finest Comics # 8-9 i Boy Commandos # 1-2).
- The Boy Commandos Vol. 2, 2015, ISBN (reimprimeix Detective Comics # 74-83, World's Finest Comics # 10-13 i Boy Commandos # 3-5).